# Astrid Brandt

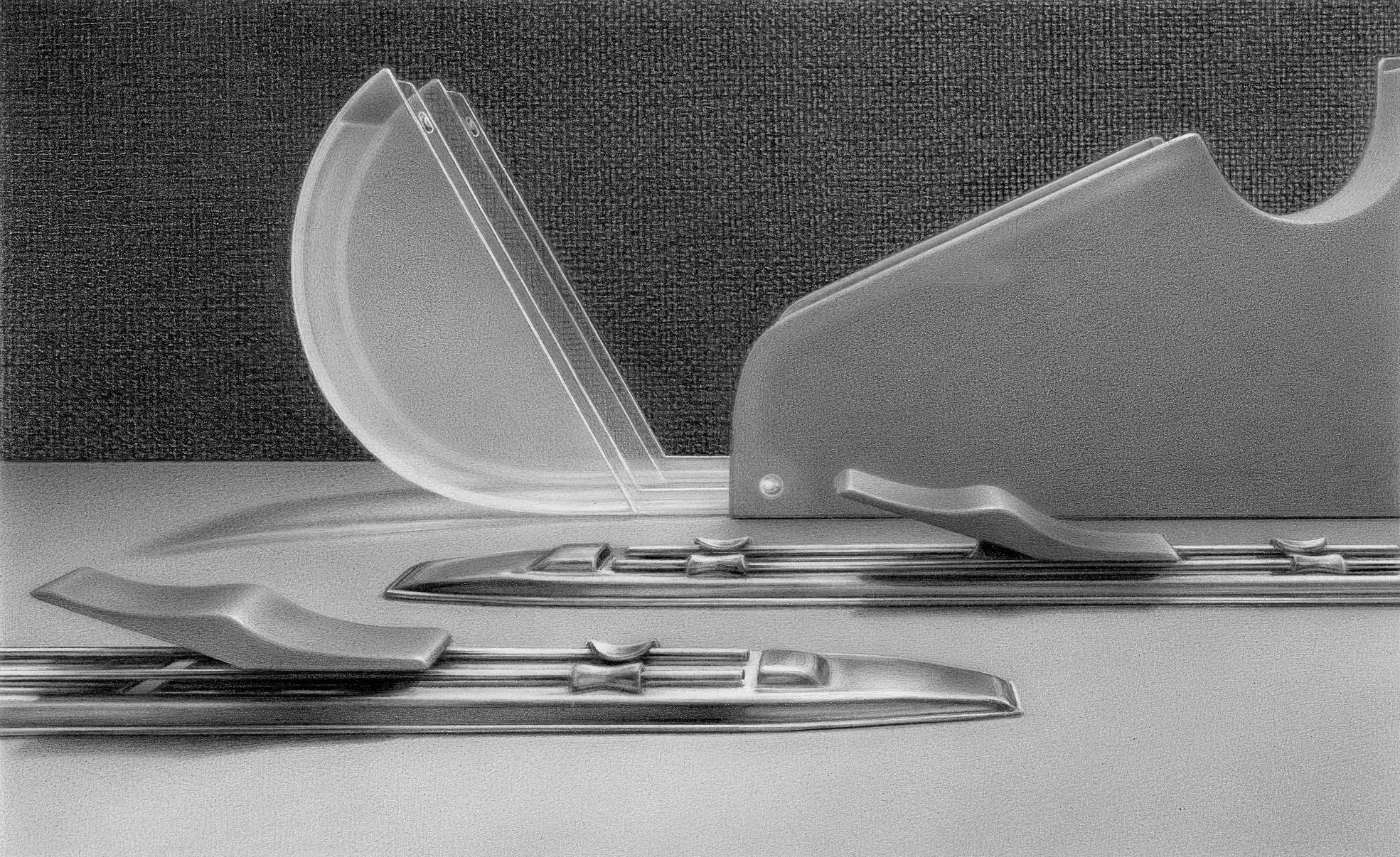
Astrid Brandt: Mezzaluna, 2011

Astrid Brandt (* 29. Dezember 1963 in Bremen; † 26. September 2019) war eine deutsche Künstlerin. Ihr Werk besteht vor allem aus Bleistiftzeichnungen.

## Biografie
Brandt studierte von 1982 bis 1989 an der Hochschule für Bildende Künste Braunschweig Freie Kunst bei Malte Sartorius und Lienhard von Monkiewitsch. Das Studium schloss sie als Meisterschülerin von Malte Sartorius ab. Von 2005 bis 2010 hatte sie einen Lehrauftrag für Zeichnen an der Hochschule für Künste Bremen. Sie arbeitete an der Hochschule für Bildende Künste Braunschweig. Brandt lebte in Wilhelmshaven und Braunschweig.
2005 erhielt sie den Imke Folkerts Preis für bildende Kunst (1. Preis).
1998 erhielt sie den Förderpreis des Niedersächsischen Ministeriums für Wissenschaft und Kultur, 1999 den Kunstpreis der Deutschen Volks- und Raiffeisenbanken (Sonderpreis).
Brandt wurde mit ihrem Werk in die Künstlerdatenbank und Nachlassarchiv Niedersachsen aufgenommen.

## Ausstellungen (Auswahl)
- „Kunstpreis der Deutschen Volks- und Raiffeisenbanken 1999/2000“ Sprengel Museum Hannover, 1999
- „13. Nationale der Zeichnung“ Augsburger Zeughaus, 1999
- „Große Kunstausstellung München 1999“ Haus der Kunst, München, 1999
- „Große Kunstausstellung München 2000“ Haus der Kunst, München, 2000
- „Visionen des Wirklichen“ Städtische Galerie im Park Viersen, 2001
- „Illusionen in der aktuellen Kunst“ Oberschlesisches Landesmuseum und Kulturkreis Hösel, Düsseldorf-Ratingen 2005
- „Gabriele Münter-Preis“ Martin-Gropius-Bau Berlin und Frauenmuseum Bonn, 2007
- „REALISMUS“ – Das Abenteuer der Wirklichkeit, Kunsthalle in Emden und Kunsthalle der Hypo-Kulturstiftung München, 2010
- „Feest der herkenning!“ – Internationaal realisme, Kunsthal Rotterdam, 2010/11
- „Astrid Brandt“ – SCHAUfenster der Region, Kunsthalle Wilhelmshaven, 2012
- „Paula-Modersohn-Becker Kunstpreis“, Große Kunstschau Worpswede, 2012/13
- „Astrid Brandt - inwendig auswärts“, Städtische Galerie Delmenhorst, 2013